# Io e Veronica
Io e Veronica (Me and Veronica) è un film del 1993 diretto da Don Scardino.